# 伊藤孝江
伊藤 孝江（いとう たかえ、1968年1月13日 - ）は、日本の政治家、税理士、弁護士。公明党所属の参議院議員（2期）。
文部科学大臣政務官を歴任。

## 来歴
1968年、兵庫県尼崎市生まれ。
1986年、大阪府立北千里高等学校卒業。
1991年、関西大学法学部卒業。
1995年、司法試験合格。ホームレス支援などを中心に活動する弁護士となる。
2016年、第24回参議院議員通常選挙に公明党公認で兵庫県選挙区から出馬して初当選。公明党が兵庫県選挙区で議席を得たのは24年ぶりだった。
2022年、第26回参議院議員通常選挙に立候補し、13人中3位の得票で2選。

## 政策・主張

### ヤングケアラーへの支援
- ヤングケアラーの支援について、省庁の枠組みを超えて取り組むべき課題であると、参議院予算委員会で指摘。菅首相（当時）から「省庁横断のチームで当事者に寄り添った支援にしっかりと取り組む」との答弁を初めて引き出した[5]。同チームの報告書を踏まえ、国の令和4年度予算にヤングケアラーの支援策が盛り込まれた[6]ほか、令和4年度の通常国会に提出された児童福祉法改正案には、ヤングケアラーや子育て家庭への訪問による家事支援事業の創設が盛り込まれた[7]。

- ヤングケアラーの支援策を検討する自民・公明・国民３党の実務者協議が令和4年4月27日から開催され、自民党の田村憲久・元厚生労働大臣らとの協議に、公明党から出席[8]。ヤングケアラーの支援を強化するため、法制化も含めて検討することで一致[9]。実務者協議で取りまとめた方針文書を、同年6月8日に３党の幹事長に報告し、了承された[10]。

### 新型コロナ対策
- 新型コロナで大きな影響を受ける事業者にとって雇用調整助成金が命綱であり、特例措置を延長するよう、参議院予算委員会で岸田首相に決断を迫った。首相からは「特例措置を延長する方向で速やかに検討し公表する」との答弁を引き出した[11]。

- 新型コロナの影響を受けた事業者の資金繰り支援について、コロナ禍の長期化で返済できないとの声が多く寄せられていることを踏まえ、柔軟な条件変更に応じるよう金融機関に徹底すべきと、参議院予算委員会で主張。財務大臣から「資金繰り支援に万全を期すよう、民間金融機関にもしっかり促す」との答弁を引き出した[12]。

- コロナ禍で苦境にあるバス事業者に地方創生臨時交付金を活用し、きめ細かく支援する必要があると、参議院予算委員会で主張。首相からは「バス事業者の事業継続と雇用の確保に対して、きめ細かく取り組んでいきたい」との答弁、国土交通大臣からは地方創生臨時交付金について「1,000自治体で活用されており、さらに拡充していきたい」との答弁を引き出した[13]。

- 学生の就職活動への支援について、新型コロナにより入社試験・面接を受けられなければ就職のチャンスを逃すのではと、学生からの不安の声を聞き、政府から関係団体へ強力に要請するよう、参議院予算委員会で主張。内閣府特命担当大臣より、「学生と企業が安心して就職採用活動に取り組めるよう、関係省庁と連携して、スピード感を持って対応する」との答弁を引き出した[14]。

- コロナ禍でのオンライン授業について、質を確保し各学校の負担を軽減するためにも、実態を把握し、運用面での統一したルールを示すべきと、参議院予算委員会で主張。文部科学大臣より、「端末持ち帰りのルール作りなどを含む端末活用のガイドラインを策定する予定であり、オンライン学習の質の向上と先生方の負担軽減につながるように、引き続き取り組む」との答弁を引き出した[15]。

- 兵庫県では、児童生徒のストレス状況を把握するため心のケアアンケート調査を行い、その結果を踏まえてストレスへの対処法を学ぶ授業の実施につなげている、という事例を挙げ、コロナ禍で児童生徒がストレスへの対処法を学ぶ場を確保する重要性を、参議院予算委員会で指摘。文部科学大臣より、「子どもたちがストレスや心の健康問題に適切に対処できるように指導充実に努める」との答弁を引き出した[16]。

### 原油・物価高騰対策
- コロナ禍で感染リスクや不安を抱え、燃料高騰にも直面しながら、エッセンシャルワーカーとして国民生活や経済活動を支えているバス・タクシー・トラックのドライバーへの支援が重要であると、参議院予算委員会で指摘。兵庫県では地方創生臨時交付金を財源として、車両１台ごとに支援金を支給し喜ばれていることを紹介し、同様の対応を全国でも展開すべきだと提案した。国土交通大臣からは「こういう取組が引き続き全国に広がるように、また、バス・タクシー・トラック事業者の事業の継続と雇用の確保に取り組んでまいりたい」との答弁を、岸田首相からは「事業者の事業継続とそして雇用の確保に取り組んでいきたい」との答弁を引き出した[17]。

- トラック運送業では、原油・物価高騰によるコスト増の価格転嫁について、荷主等からなかなか理解が得られず、下請業者が泣かされている現状を、参議院予算委員会で指摘。政府として適正な運賃が支払われるようにリーダーシップを発揮していくべき、と主張。岸田首相から「適正な価格転嫁を促進し、トラック運送業の適正な運賃収受、これを推進していきたい」との答弁を引き出した[17]。

- 地元である兵庫県の農業は「日本農業の縮図」と言われるほど多様性を有していることを紹介しつつ、国際情勢の激変により物価が高騰し、農業生産資材に大きな影響を受けている状況を、参議院予算委員会で指摘。来年の作付け等も見越し、肥料など農業生産資材について、生産者への直接的な支援を検討する必要性を訴えた。農林水産大臣から「肥料価格の動向が農業経営に与える影響について十分注意しつつ、どのような対策が必要か検討を進める」旨の答弁を引き出した[17]。

### 環境政策
- 太陽光発電パネルが2030年代後半から50年にかけて寿命を迎え、大量に廃棄される時代が到来する懸念について、参議院予算委員会で指摘。解体・撤去業者への実態調査の拡大や、処分制度の確立などを主張し、岸田首相から「課題の把握や体制整備に努める」との答弁を引き出した[18]。これが契機となり、環境省は令和４年度から、パネル廃棄の実態調査の範囲を従来のリサイクル・リユース業者に加えて、解体・撤去業者にも拡大。令和４年４月からは、再エネの適正な導入をめざす検討会を環境省や経済産業省など４省合同で発足。太陽光パネルの大量廃棄などに連携して対処するのが狙いで、夏ごろに対策を取りまとめるべく、法整備も視野に検討を進められている。[19][20]

- 地方自治体によるSDGｓの取り組みについて、規模の小さい自治体の取り組みを国が後押しするよう、国会で主張。内閣府特命担当大臣より、「地方自治体における地域の特性を踏まえた持続可能な町づくりを積極的に支援する」との答弁を引き出した[21]。

- 海洋中のプラスチックごみ、マイクロプラスチックによる環境汚染が地球規模で広がっている懸念について、代替素材への転換や、使い捨てプラスチックのリサイクル、海の中で分解もできるバイオプラスチックの開発など、資源循環に対する取り組みをしっかりと支援する必要性を、参議院決算委員会で指摘。環境大臣より、「海で分解されるプラスチック、紙等の開発利用を促すために、環境省の新規予算として３５億円を計上し、積極的に技術開発支援や設備導入補助等を行い、プラスチックの資源循環に取り組む企業等への支援に強力に乗り出した」との答弁を引き出した[22]。

### 復興・防災
- 阪神・淡路大震災に関連し、政府として、あらゆる災害の全ての被災者が自身の生活を取り戻すまで寄り添い続ける、との強いメッセージを明確に発信するよう、参議院決算委員会で主張。安倍首相（当時）から、「被災者の一人一人のニーズを踏まえ、被災者に寄り添ったきめ細かな支援を切れ目なく行うことができるよう、地方自治体と連携して取り組む。その上で、多くの犠牲の上に得られた教訓をその後の災害対策に十分に生かし、被害に遭う人を一人でも少なくしていくことが政府としての役割であり使命である」との答弁を引き出した[23]。

- 東日本大震災の震災遺構について、避難訓練の必要性や災害への備えの重要性、津波の恐ろしさや震災の教訓を伝えていく意味でも、震災遺構の果たす役割は大きいと、参議院東日本大震災復興特別委員会で指摘。震災遺構がその役割を果たし続けることができるように、国として支援していくべきと主張。復興庁より、「震災遺構は、震災の記憶や教訓を後世に伝えるという観点で非常に重要である」との答弁を引き出した[24]。

- 東日本大震災からの「心の復興」に向けた被災者への支援について、一人一人に対するきめ細かな支援の必要性や、これからも支え続けるというメッセージを国が被災者に届けていくこと、地域間で復興格差が生じないように取り組むことを、参議院東日本大震災復興特別委員会で主張。復興副大臣より、「地域間での復興格差が生じないよう、関係自治体とも連携し、被災者の孤立防止が図られるよう、復興庁としても今後もしっかりと取り組むというメッセージを届けていく」との答弁を引き出した[25]。

### バリアフリー
- バリアフリーのまちづくりを進めるに当たり、自治体での取り組みに加え、ＮＰＯ法人や当事者団体など民間の力を活用していく必要があると、参議院国土交通委員会で主張。国土交通省より、「市町村が多様な障害当事者やＮＰＯ団体などと連携しつつ一体的にバリアフリーのまちづくりに取り組むことができるよう、積極的に後押しする」との答弁を引き出した[26]。

- 更なる共生社会の実現に向けたバリアフリー化について、国土交通省の積極的な取り組みに期待するとし、今後の取り組みについて参議院国土交通委員会で質問。国土交通大臣より「新たな取組として、障害者用ＩＣカードの導入や、当事者の利便や負担軽減に資する施策について着実に進める」との答弁や、「高齢者、障害者等が参画する評価会議も活用して当事者からの意見を丁寧に伺いながら、当事者目線のバリアフリー施策を全力で推進する」との答弁を引き出した[27]。

### 生活困窮者への支援
- ホームレスへの支援について、これまで自身が弁護士として関わり、自治体の巡回相談員と共に河川や公園、橋の下、シェルター等へ出向き法律相談を受けた経緯に触れつつ、今後の政策の進展を、参議院本会議で質問。厚生労働大臣から、「シェルターなどを利用する一時生活支援事業を拡充し、シェルター等の利用後のフォローとして、一定期間、訪問等による見守りや生活支援を行う事業を法律上位置付ける」ことや、「ホームレスの方に対し、医療職が巡回相談するなどの取組を開始する」などの答弁を引き出した[28]。

- これまで弁護士として救護施設・更生施設へ定期的に法律相談に行き、借金や人間関係の問題がある人の支援に関わってきた経験から、救護施設・更生施設など保護施設の入所者に対する支援について、課題と対策を参議院厚生労働委員会で質問。厚生労働副大臣より、「事業者や地方自治体などの関係者の意見を聞きながら、保護施設が、様々な課題を有する生活保護受給者の支援に、より一層その機能を発揮することができるよう、検討を進める」との答弁を引き出した[29]。

- 生活困窮者への支援について、特に、生活保護を受けずに生活保護以下の生活をしている人々に対しては、より積極的かつ迅速に適切な支援を行うべきと、参議院本会議で主張。厚生労働大臣より、「生活困窮者に対するアウトリーチによる支援の強化を図る」との答弁を引き出した[30]。

### 医療
- 医師数に地域間で偏りがあることについて、兵庫県が以前から対策に取り組んできたことに触れつつ、各都道府県の取り組みや効果を検証した上で、新たな制度を考える必要があると、参議院厚生労働委員会で指摘。厚生労働省より、「調査を継続的に行うとともに、都道府県等の医師確保の取組状況についてもフォローアップを行うなど、今後とも実態把握、制度の効果の検証、そしてこれらを踏まえた制度改善の議論を一体として行っていく」との答弁を引き出した[31]。

- 兵庫県・丹波市で、小児科医が激務のために減少して一時閉鎖の危機に直面した際、地域の母親達が「小児科医療を守る会」を結成して取り組みを続けている事例を紹介しつつ、住民の側で病院を賢く利用するという視点の重要性や、こうした活動の後押しについて、参議院厚生労働委員会で質問。厚生労働省より、「医師の働き方改革について、国民の理解を適切に求めていくための具体的な枠組を早急に検討する必要がある。こうした好事例について、今後どのように周知・横展開を図っていくか十分検討したい」との答弁を引き出した[32]。

### 労働政策
- 就職氷河期世代への支援について、正社員の採用が新卒者に偏っており、新卒の時につまずくと再チャレンジしにくい労働市場・社会構造の問題を指摘し、それぞれの状況に応じて安定就労や社会参画に向けた支援を迅速かつ強力に行うべきと、参議院決算委員会で主張。安倍首相（当時）より、「個々人の状況によっては長期的な支援・対応が必要となる場合があることに留意しつつ、支援の実効性を高めるため、社会的機運を醸成するとともに、具体的な数値目標を立てて、官民一体となって集中的に取り組む」との答弁を引き出した[33]。

- 同一労働同一賃金に関し、高齢者の活躍の観点から、定年後に再雇用・継続雇用された場合に賃金が減額になる問題を、参議院厚生労働委員会で指摘。安倍首相（当時）より、「定年後の継続雇用の有期雇用労働者については、今回政府が導入しようとしている同一労働同一賃金の対象となる」との答弁を引き出した[34]。

- 国家公務員総合職の志望者が減少していることについて、新型コロナ対策が重要課題となる中で公務の重要性が再認識されており、国家公務員への扉をたたく優秀な若者を例年以上に円滑に採用するために全力を尽くすべきと、参議院決算委員会で主張。人事院より、「公務の魅力を幅広く発信するために、従来の対面型の情報発信に加え、採用情報に特化したＳＮＳの活用や、オンラインイベントの充実など、各受験者層の特性に応じた人材確保活動を展開する」との答弁を引き出した[35]。

### 消費者被害の防止
- 2022年4月からの成年年齢引き下げにあたり、若者の消費者被害を防止するため、スマートフォン等を使った模擬契約など、実践的な消費者教育を展開する必要性を国会で主張。消費者庁より、「スマホを使って実践的な模擬ができるような消費者教育や、行政処分の実例など、実生活と結び付けながら実感を持てるように、若者に対する教育・周知の取り組みを考えていく」との答弁を引き出した[36]。

- 消費者が一回限りの購入と思って購入したところ、知らない間に定期購入になっているなど、詐欺的な定期購入商法が増加している実態に関し、悪質なネット通販に対する監視を併せて強めていく必要があると、国会で主張。消費者庁より、「引き続き監視を強化し、特定商取引法における違反行為があった場合には、法と証拠に基づき迅速かつ厳正に対処する」との答弁を引き出した[37]。

### 子育て支援
- 養育費の不払い問題に関し、必要な事項を入力すれば養育費の目安となる具体的な金額が自動的に算定されるツールを法務省のウェブサイトで早急に提供すべきと、参議院法務委員会で主張。法務省より、「養育費の児童計算ツールについて、法務省のウェブサイト上で新たに提供する方向で検討を進めている」との答弁を引き出した。また、養育費の統一的な算定基準や算定方式を法律で定め、誰でも容易に法的根拠のある具体的養育費額を算出することができる仕組みの導入を検討すべきと主張。法務省より、「今後、法制審議会の家族法制部会においても検討の対象となり得る重要な課題である」との答弁を引き出した[38]。

- 母乳育児を望む母親に対して、母乳育児の保護を推進するよう、参議院厚生労働委員会で主張。厚生労働副大臣より、「周知啓発等を通じて母乳育児を希望する方をより一層支援する。無理せず自然に、安心して母乳育児に取り組めるように、しっかりと支援する」との答弁を引き出した[39]。

### その他の政策
- 参議院憲法審査会において、憲法審査会で取り上げることができるテーマは憲法改正だけではなく、それ以外にも多くあり、具体的なテーマを決めて、それに対する意見交換・討論を行うという方法を検討するよう主張した。また、まだまだ憲法改正の議論の土台となる客観的な情報が必ずしも国民の間に広く伝わっておらず、同性婚やデジタル社会における人権など、新しい課題も現れており、憲法改正の前提ということだけでなく、このような課題も踏まえ、主権者として政治に関心を持ち、社会の在り方などを考えるためにも、国民一人一人が憲法の考え方や憲法上の価値観を知ることが重要と主張した[40]。

- 平成30年1月に漁船が色丹島沖でロシアによって国後島へ連行され13日後に解放された事件に関し、「ロシアに漁船が拿捕をされた場合のロシアとの交渉姿勢について、外務省のスタンスを明確に示すべき」と、参議院決算委員会で主張。外務省より、「日本の漁船がロシア側に拿捕された場合に、政府としては人道的観点からも、ロシア側に対して乗組員及び船体が早期に解放されるよう、様々なレベルで外交ルートを通じて働きかけを行うとともに、乗組員が可能な限り日常生活を維持できるよう、必要な医薬品や食料の手配等について働きかけを行っている」との答弁を引き出した[41]。

- 違法民泊に対する規制強化に関し、地方自治体任せにすることがないよう、積極的に国の立場で取り組むように、参議院厚生労働委員会で主張。厚生労働大臣より、「関係機関と連携しながら、都道府県等の体制整備にしっかり取り組み、何でもかんでも自治体だということではなくて、国においても好事例を示すなど、必要な助言を含めて積極的に対応していきたい」との答弁を引き出した[42]。

- 民間宇宙ビジネスに関し、米国等ではロケットを打ち上げるための射場を政府が整備して民間事業者を支援している点を挙げ、日本の宇宙ビジネスが健全に発展するために、民間のロケット打ち上げ事業者に対する支援の充実を、参議院予算委員会で主張。内閣府特命担当大臣より、「民間による打ち上げ事業を含めて、宇宙産業における民間の取り組み拡大を支援するために、今後ともいろいろ検討していきたい」との答弁を引き出した[43]。

### 2016年参院選の候補者アンケート
- 安保法制は今の法制でよい[44]。
- 憲法改正に賛成[44]。
- 憲法9条の改正に反対[44]。
- 緊急事態条項の創設に反対[44]。
- 政治的公平性を欠く放送を繰り返した放送局に対し、電波停止を命じる可能性に言及した高市早苗総務相の姿は問題だ[44]。
- 2017年4月の消費税率10％への引き上げについて、法改正し、引き上げを延期または中止すべきだ[44]。
- アベノミクスの恩恵は、地方や中小企業に及んでいるとは思わない[44]。
- 原発は当面は必要だが、将来的には廃止すべきだ[44]。
- 米軍普天間飛行場は辺野古に移設すべき[44]。
- 核武装について、将来にわたって検討すべきでない[44]。
- 選択的夫婦別姓についての選択式アンケートにおいて、「どちらかと言えば賛成」としている[45]。
- 受動喫煙防止を目的に飲食店などの建物内を原則禁煙とする健康増進法改正に反対。2016年の参院選に先駆けて行われた受動喫煙防止についての公開アンケートにおいて、レストランやバーを含む一般市民が出入りする場所は、2020年までに「罰則付きの分煙とするべきである」と回答している[46]。

## 選挙歴
| 当落 | 選挙                     | 執行日         | 年齢 | 選挙区       | 政党   | 得票数     | 得票率 | 定数 | 得票順位 /候補者数 | 政党内比例順位 /政党当選者数 |
| ---- | ------------------------ | -------------- | ---- | ------------ | ------ | ---------- | ------ | ---- | ------------------ | ---------------------------- |
| 当   | 第24回参議院議員通常選挙 | 2016年07月10日 | 48   | 兵庫県選挙区 | 公明党 | 54万2090票 | 22.24% | 3    | 2/7                | /                            |
| 当   | 第26回参議院議員通常選挙 | 2022年07月10日 | 54   | 兵庫県選挙区 | 公明党 | 45万4962票 | 19.76% | 3    | 3/13               | /                            |